# Fantozzi subisce ancora
Fantozzi subisce ancora (Fantozzi todavía aguanta) es el cuarto capítulo de la saga fantozziana, realizado en 1983. Por primera vez, Paolo Villaggio no figura entre los escritores y, a diferencia de la anterior película (Fantozzi contro tutti) no participa como director, la película fue filmada en su totalidad por Neri Parenti.
Esta película, donde participan los actores más concurrentes de la saga (además de Paolo Villaggio, también Plinio Fernando, Mazzamauro Anna y Gigi Reder), es la primera que no se inspira en un libro del autor genovés; así como todas las posteriores películas, es el resultado de un guion original.
La película está dedicada a la memoria de Giuseppe Anatrelli, actor que ya había interpretado al agrimensor Calboni, que murió en 1981: aquí el lugar es tomado por Riccardo Garrone, pero luego ese personaje no aparecerá más. En su libro homónimo Paolo Villaggio termina con él en una broma.

## Argumento

### Inicio
La película comienza con una escena inusual: al grito de "Queremos trabajar más", "Queremos aumentar la productividad" todos los empleados de la Compañía Mega tratan forzosamente de entrar primero al trabajo. Pero es sólo una ficción: acabando de sellar la tarjeta los trabajadores, en un ausentismo de lo más siniestro, se van a tomar sol y dejan sólo a Fantozzi trabajando. El pobre empleado contable se ve obligado a compensar todas las tareas abandonadas en toda la empresa y sólo después de un esfuerzo inhumano tiene éxito, pero tiene que ir al baño. Corrado María Lobbiam, cuando inspecciona la oficina de siniestros, no lo encuentra y lo toma por un ausentista, castigándolo severamente.

### Reunión del condominio
Fantozzi va a buscar a su hija Mariangela al lugar donde trabaja, la "casa de animales", tiene un problema con el jefe de la tienda de animales, y Mariangela es confundida con un mono. Regresando a su hogar, Fantozzi recuerda trágicamente que en el salón organizó una reunión de condominio y estuvo a punto de desmayarse en la sala, donde ya estaban presentes todos los representantes de los demás condominios. "Así que... ¡¡¡Declaro abierta la sesión !!!". Como cualquier reunión de condominios digna de respeto, se trata de una lucha furiosa por destruir a los otros inquilinos y a los muebles del anfitrión. "¡¡¡Declaro cerrada la sesión!!!".

### Franchino
En la empresa Mega, los empleados se enteran de que la Srta. Silvani gana una autocaravana en un programa de televisión, con este nuevo medio de transporte invita a todos a ir con ella de vacaciones. En la playa, Pina y Silvani conocen a Franchino, un hombre obeso y peludísimo, que las vuelve locas de amor, despertando los celos de Fantozzi, y provocando otra humillación cuando Franchino lo prueba en el ámbito de la cultura general.

### Loris Batacchi
Pina y Ugo descubren que Mariangela espera un hijo: el padre del niño no nato es Loris Batacchi, su compañero de trabajo en el correo. Fantozzi y Pina, bajo pretexto, van a la casa de lo que consideran su futuro yerno, pero se dan cuenta de que Batacchi es un vulgar amante bolonés, que ha embarazado a su hija por una apuesta: "Un millón si le das al orangután"; decepcionado, Ugo y Pina deciden no comunicarle la dulce espera, porque el niño no merece un padre así.

### Interrupción del embarazo
Mariangela decide abortar. Fantozzi entonces entra en el hospital, pero, después de mil vicisitudes, (incluida una monja, interpretada por Clara Colosimo, que confunde a Fantozzi con un indigente, y él accidentalmente la tira por las escaleras), le fue amputado accidentalmente en el pene. El pobre contador pide a los médicos que le devuelvan el bien robado, y después de un sincero pedido al Presidente de la República Sandro Pertini logra recuperarlo. El órgano estaba a punto de ser implantado como un dedo meñique del pie izquierdo de un carpintero. Mariangela está ahora en los 9 meses y está dispuesta a dar a luz: el niño será un monstruo, nunca enfocado directamente por las cámaras, aún más feo que ella.

### Los Juegos Olímpicos de Cobram II
El inocente empleado contable Fonelli, luego de incorporarse a la mafia, a la Ndrangheta, a la P2 y con cuatro suscripciones de por vida a Famiglia cristiana, fue nombrado de repente Mega Director Galáctico del personal, y poco después de este nombramiento tomó el nombre de "Cobram II". Es un fan del atletismo (El atletismo es el rey del deporte, según él.) y decide organizar unos Juegos Olímpicos. La oficina de siniesros de Fantozzi llega al último lugar y los empleados son, por tanto, obligados a trasladarse a la mina Sassu Scriptu donde son tratados como bestias de carga.

### Votación
Es el momento de las elecciones y Fantozzi, a diferencia de su esposa y Mariangela, no sabe a quién votar. Decidió entonces ver todos los debates electorales (con conocidos personajes como Pannella, Spadolini, De Mita, Berlinguer, Longo, Almirante, Iotti, Benvenuto, Craxi y Andreotti), pero todas esas horas delante del televisor le causan de espejismos, y la sensación de que los políticos le hablan directamente a él. Al final, va a las urnas a votar, se encierra por una hora en la cabina, y al final se oye el sonido de un inodoro.

### Vacaciones
Fantozzi va a la playa con la familia y trata de practicar buceo, sin embargo, es succionado por un helicóptero antincendios y liberado en un bosque en llamas. Este episodio hace referencia a la leyenda urbana del submarinista calcinado.